# Danmarksserien for herrer 2022-23
Danmarksserien for herrer 2022-23 er den femtebedste fodboldliga i Danmarksturneringen i fodbold.

## Struktur

### Grundspil efterår
4 puljer á 10 hold (18 kampe). De to bedst placerede oprykningsberettigede hold for hver pulje kvalificerer sig til oprykningsspillet. De resterende 8 hold fra hver pulje skal spille kvalifikationsspil.

### Slutspil forår

#### Oprykningspulje
Der etableres en oprykningspulje med 8 hold, der består af nummer 1 og 2 i grundspillets 4 puljer (14 kampe). Nummer 1 i grundspilspuljerne får overført 3 point til oprykningspuljen, mens nummer 2 starter oprykningspuljen med 0 point. I denne rykker de 3 bedst placerede hold rykker op i 3. division. Samme antal hold rykker ned fra 3. division, samt Jammebugt FC der blev tvangsnedrykket fra 2. division .

#### kvalifikationspuljer
Der etableres 4 kvalifikationspuljer med 8 hold (14 kampe). Holdene forbliver i de samme 4 puljer, som de deltog i under grundspillet. Point og målscore fra efterårets grundspil tages med over i kvalifikationsspillet. i alt vil otte hold rykke ned i landsdels serierne.

## Deltagende klubber

### Øst for Storebælt

#### Pulje 1
- B 1908
- Brønshøj BK
- Gentofte-Vangede IF
- Greve Fodbold
- Gørslev IF
- Herstedøster IC
- Holbæk B&I
- Karlslunde IF
- Roskilde KFUM
- Tårnby FF

#### Pulje 2
- Allerød F.K.
- BK Skjold
- BK Avarta
- Frederikssund IK
- Herlev IF
- KFUMs Boldklub
- Ledøje-Smørum Fodbold
- Næstved IF (II)
- Slagelse B&I
- VB 1968

### Vest for Storebælt

#### Pulje 3
- B 1909
- B 1913
- Brabrand IF (II)
- Hedensted IF
- Marienlyst
- OKS
- Otterup Bold- og Idrætsklub
- Ringkøbing IF
- Tarup-Paarup IF
- Varde IF

#### Pulje 4
- ASA, Aarhus
- FC Djursland
- Kjellerup IF
- Nørresundby FB
- Odder IGF
- Vejgaard BK
- Viby IF
- VRI
- Aarhus Fremad (II)
- AaB (II)